# Money in the Bank (2017)
Money in the Bank (2017) là một sự kiện pay-per-view đấu vật chuyên nghiệp và sự kiện của WWE Network sản xuất bởi WWE cho SmackDown, diễn ra ngày 18 tháng 6 năm 2017, tại Scottrade Center ở St. Louis, Missouri. Đây là sự kiện Money in the Bank thứ 8 và đầu tiên có sự xuất hiện của Trận đấu thang Money in the Bank nữ.
Có 7 trận đấu diễn ra trong sự kiện, với 1 trận ở pre-show và hai trận đấu thang Money in the Bank. Trong sự kiện chính, Baron Corbin giành chiến thắng trong trận đấu thang nam, giành hợp đồng cho một trận đấu tranh đai WWE Championship, trong khi Carmella giành chiến thắng trong trận đấu thang nữ đầu tiên một cách đầy tranh cãi để giành hợp đồng cho một trận đấu tranh đai SmackDown Women's Championship. Trong các trận đấu nổi bật khác, Jinder Mahal đánh bại Randy Orton để giành lại đai WWE Championship. Sự kiện cũng được chú ý bởi sự trở lại của Maria Kanellis, từng biểu diễn cho WWE gần đây nhất vào năm 2010, và màn ra mắt WWE của chồng cô, Mike Kanellis.

## Kết quả
| #                                                                                     | Kết quả | Thể loại | Thời gian |
| ------------------------------------------------------------------------------------- | --- | --- | --------- |
| 1P                                                                                    | The Hype Bros (Mojo Rawley và Zack Ryder) đánh bại The Colóns (Epico Colón và Primo Colón)                               | Trận đấu đồng đội                                                                                             | 8:30      |
| 2                                                                                     | Carmella (cùng với James Ellsworth) đánh bại Becky Lynch, Charlotte Flair, Natalya, và Tamina                            | Trận đấu thang Money in the Bank tranh hợp đồng cho một trận đấu tranh đai WWE SmackDown Women’s Championship | 13:20     |
| 3                                                                                     | The New Day (Big E và Kofi Kingston) (cùng với Xavier Woods) đánh bại The Usos (Jey Uso và Jimmy Uso) (c) bằng đếm ngược | Trận đấu đồng đội tranh đai WWE SmackDown Tag Team Championship                                               | 12:00     |
| 4                                                                                     | Naomi (c) đánh bại Lana bằng đòn khóa                                                                                    | Trận đấu đơn tranh đai WWE SmackDown Women's Championship                                                     | 7:30      |
| 5                                                                                     | Jinder Mahal (c) (cùng với The Singh Brothers) đánh bại Randy Orton                                                      | Trận đấu đơn tranh đai WWE Championship                                                                       | 20:50     |
| 6                                                                                     | Breezango (Fandango và Tyler Breeze) đánh bại The Ascension (Konnor và Viktor)                                           | Trận đấu đồng đội                                                                                             | 3:50      |
| 7                                                                                     | Baron Corbin đánh bại AJ Styles, Dolph Ziggler, Kevin Owens, Sami Zayn, và Shinsuke Nakamura                             | Trận đấu thang Money in the Bank tranh hợp đồng cho một trận đấu tranh đai WWE Championship                   | 29:45     |
| - (c) – chỉ người vô địch bước vào trận đấu - P – chỉ trận đấu diễn ra trong pre-show | | |           |